# Avelino Coelho da Silva

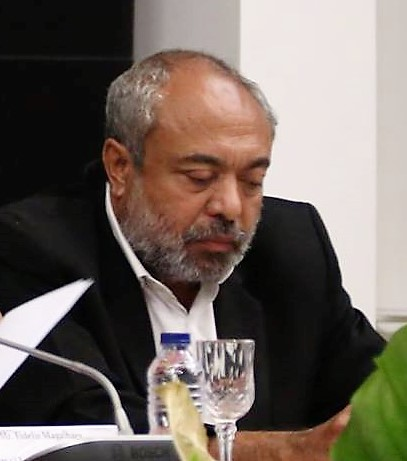
Avelino Coelho da Silva (2019)

Avelino Maria Coelho da Silva (auch Shalar Kosi; * 1963 in Laclubar, Portugiesisch-Timor) ist der Vorsitzende der Partido Socialista de Timor PST, einer marxistisch-leninistischen Partei Osttimors. Seit 2007 war Coelho Staatssekretär, zunächst für Energie, von 2012 bis 2017 für den Ministerrat, obwohl die PST bei den Parlamentswahlen 2007 und 2012 an der Drei-Prozenthürde gescheitert war.

## Werdegang
Als Jugendlicher war Coelho Mitglied der Widerstandsbewegung FALINTIL und kämpfte in den Bergen gegen die indonesischen Besatzer. Nachdem ihm politisches Asyl in der Botschaft des Vatikans in Jakarta verweigert wurde, begann Coelho 1988 ein Studium auf Bali. Seinen Juraabschluss machte er an Universität von Jagakarsa in Jakarta. Gleichzeitig arbeitete er im Untergrund weiter für den Widerstand. 1990 gründete Coelho die Associação Socialista Timorense AST, die sich sowohl an timoresische Studenten, als auch an indonesische Arbeiter wenden sollte. Es bestanden bereits damals Verbindungen zu indonesischen Organisationen. 1997 wurden Mitglieder der AST eines Bombenanschlages beschuldigt. Coelho floh daraufhin in die österreichische Botschaft in Jakarta, wo er Asyl fand. Ausreisen durfte er aber nicht. Erst im April 1999 konnte Coelho die Botschaft wieder verlassen, nachdem der indonesische Präsident Suharto gestürzt worden war. Ende 1999 wurde Coelho als einer von sieben Timoresen zum Rechtsberater des National Consultative Council (NCC) für die Vereinten Nationen berufen. Von 2005 bis 2007 war Coelho Mitglied des Staatsrats.

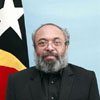
Offizielles Bild der Regierung

Bereits 1998 wurde die AST in die PST umgewandelt und trat bei den Wahlen zur verfassungsgebenden Versammlung Osttimors 2001 an, bei der sie mit 1,78 % einen Sitz gewann, den Pedro dos Mártires da Costa einnahm. Coelho war Generalsekretär und Architekt der Parteipolitik der PST, bis er selbst 2011 den Vorsitz übernahm. Bei den Präsidentschaftswahlen 2007 trat er als Kandidat an und schied bereits nach der ersten Runde am 9. April mit nur 2,06 % der Stimmen aus. Bei den Parlamentswahlen am 30. Juni 2007 hatte Coelho Platz eins der Parteiliste inne, die PST scheiterte aber an der neuen Drei-Prozent-Hürde. Trotzdem wurde Coelho von Premierminister Xanana Gusmão zum Staatssekretär für Energie ernannt. Gleiches geschah nach den Parlamentswahlen 2012. Trotz des Scheiterns der PST wurde Coelho am 8. August 2012 zum Staatssekretär für den Ministerrat vereidigt. Das Amt behielt er auch in der neuen Regierung unter Rui Maria de Araújo, die am 16. Februar 2015 vereidigt wurde. Erst mit Antritt der VII. Regierung am 15. September 2017 verlor er sein Regierungsamt. Seit dem 30. Juli 2015 war er der erste Generalsekretär des Parteienbündnis Bloku Unidade Popular (BUP), dem auch die PST bis zum 27. Juli 2016 angehört. Es handelte sich dabei um ein Wahlbündnis von fünf Parteien, die bei den Parlamentswahlen 2012 an der Drei-Prozent-Hürde scheiterten.
Coelho ist Direktor der Unternehmensberatung Instituto Maubere ba Koperasi no'o Igualade IMKI (Maubere Institut für Kooperation und Gleichheit), zu der Geschäftsleute und Anwälte gehören. IMKI bietet Unterstützung bei Verhandlungen, technische Zeichnungen und Rechtshilfe an.

## Familie
Avelino Coelho da Silva ist der Sohn von Adelino da Silva aus Ossu und Zulmira Celestina Faria Coelho und der Bruder der KHUNTO-Politikerin Lígia Filomena Coelho da Silva und des Diplomaten und FRETILIN-Politikers Hernâni Coelho. Die drei haben noch sechs weitere Geschwister.

## Belege
- Kurzbiografie Coelhos (Seite nicht mehr abrufbar. Suche in Webarchiven)